# Вальдемар I Великий
Вальдема́р I Великий (лат. Valdemarus, по дат. Valdemar den Store; 14 января 1131 — 12 мая 1182) — король Дании с 1157 года, король Ютландии и герцог Шлезвига в 1147—1157 годах.

## Биография
Сын датского принца Кнуда Лаварда и киевской княжны Ингеборги Мстиславны, правнук Киевского Великого князя Владимира Мономаха. По свидетельству саг, родился на Руси, вероятно, в доме своего деда. Его отец, правитель славян-ободритов, был предательски убит за неделю до его рождения. Ребёнок получил не скандинавское, а славянское имя (см. родовые имена Рюриковичей) «Владимир/Вальдемар», которое позже благодаря его успехам стало для скандинавских монархов династическим.
В 1146 — 1154 году Вальдемар присоединяется к междоусобной войне, в которой занимает сторону своего двоюродного брата Свена III, но в 1154 году переходит на сторону Кнуда V. В 1155 году Свен III был изгнан из Дании. В результате «Кровавого пира в Роскилле» в 1157 году был убит Кнуд V, а в битве при Грате-Хеде Свен III. После этого единственным претендентом на датский престол стал Вальдемар I.
Междоусобицами в Дании воспользовались славяне-венды (точнее, так называемые, полабские славяне, а именно, руяне). Они предприняли ряд опустошительных вторжений на Ютландию и Датские острова: был разрушен Орхус и руяне дошли до Роскилле. Лаланд платил им дань.
Первым делом Вальдемара Великого по вступления его на престол была систематическая борьба с ними. Он вёл войну с большим искусством и очень удачно. Союзником его в борьбе с вендами был Генрих Лев. Чтобы скрепить свои отношения, Вальдемар заключил с ним в 1164 году договор, в силу которого сын Вальдемара, Кнуд, должен был жениться на дочери Генриха Льва, а по её смерти в 1167 году — на сестре его Гертруде.
С императором Фридрихом I у Вальдемара были также вполне дружеские отношения. В борьбе со славянами-вендами Вальдемар нашёл большое содействие в епископе роскилльском, а впоследствии лундском архиепископе — Акселе Абсалоне. В одном из походов он принимал личное участие.

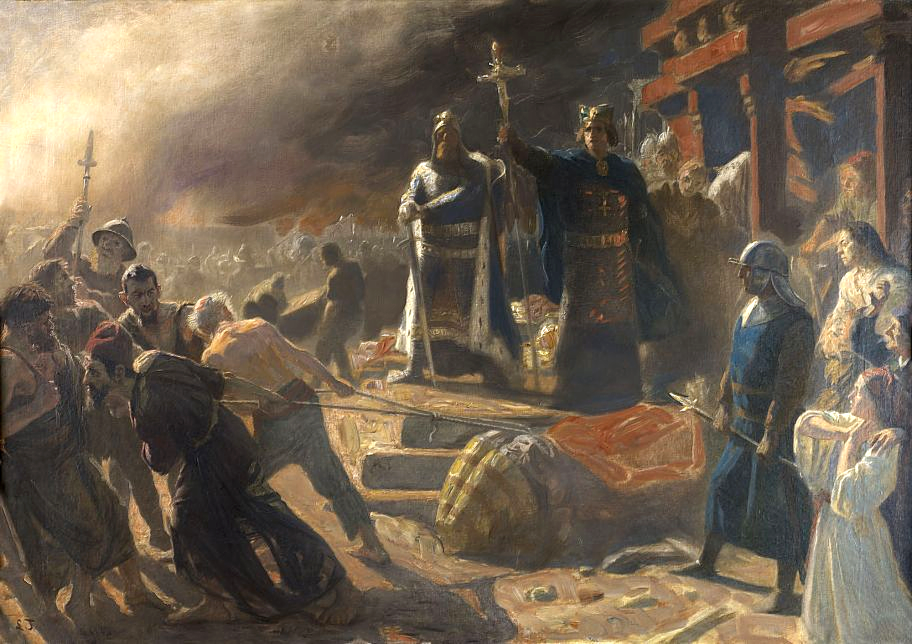
Лауриц Туксен. «Епископ Абсалон низвергает идола славянского бога Святовита в Арконе». Кон. XIX в.

Всего Вальдемар совершил более 20 сухопутных и морских походов. Целью их было не только территориальное расширение, но и распространение католичества. Наибольшим успехом увенчался поход 1168 года: в результате восьмидневной осады была взята была Аркона, главное святилище руян, где были разрушены языческие славянские идолы. Через несколько дней руянские князья Теслав и Яромар, правившие в Коренице, признали верховенство датчан над всем Рюгеном и согласились принять христианство. Было основано княжество Рюген (1168—1325).
Предпринимал Вальдемар походы и в Норвегию, где он хотел посадить на престол своего сына Магнуса. Вальдемар предпринял ряд походов туда, но не преуспел в этом. В борьбе империи и папства Вальдемар поддержал императора Фридрих I Барбароссу. Также он организовал экспедицию в поморские земли, в результате которой разбил войско Казимира I Померанского в битве при Юлин-Бро.
В 1170 году Вальдемар короновал своего восьмилетнего сына Кнуда и провозгласил его соправителем. Этим были недовольны многочисленные принцы, имевшие притязания на престол, как родственники прежнего короля. Сторону восставших принял архиепископ Эскильд. Вальдемар удачно справился с начавшимся движением.
Поддерживая династические связи с русскими князьями, Вальдемар женился на Софии, дочери минского князя Володаря Глебовича.
Внутри страны при Вальдемаре шло активное строительство замков и крепостей, защищавших границы. На юге страны была построена мощная стена, отделявшая Данию от германских земель — Даневерк. Политическими и военными успехами Вальдемар во многом был обязан государственным и военным талантам своего советника и сподвижника, уже упоминавшегося выше, епископа Роскилльского Абсалона, впоследствии епископа Лундского. Так, Абсалон выстроил крепость на месте будущего Копенгагена, которому было предназначено сыграть важную роль стратегического и торгового центра Дании. После долгих конфликтов с церковью король добился в 1177 году назначения Абсалона архиепископом Лундским.
Последние годы его царствования ознаменованы восстаниями в Скании, поднятыми против королевских фохтов. Население в этой провинции отказывалось платить вновь введенные поборы и десятину в пользу церквей. Вальдемар нанес восставшим ряд поражений, но умер в 1182 году, не успев окончательно подавить восстание. Несмотря на это, при Вальдемаре I начался подъем Датского королевства, достигший пика при его сыне Вальдемаре II. Так что не без оснований Вальдемар I получил от потомков прозвище «Великий».

## Брак и дети
Жена: с 23 октября 1157 года Софья Владимировна (Володаревна) (1141—1198), княжна, дочь Владимира Всеволодовича, князя Новгородского или Володаря Глебовича, князя Минского, и польской княжны Рыксы (Рихезы), дочери Болеслава Кривоустого.
Дети:
- Софья (1159—1208) — с 1181 года жена Зигфрида III, графа Веймара-Орламюнде (1150—1206);
- Кнуд VI (1162—1202) — король Дании с 1182;
- Маргарита (1160/68 — пос.1188) — монахиня в монастыре св. Марии в Роскилле;
- Мария (1161/69 — пос.1188) — монахиня в монастыре св. Марии в Роскилле;
- Вальдемар II Победитель (1170—1241) — король Дании с 1202 года, герцог Шлезвига 1188—1202;
- Ингеборг (1175—29 июля 1236) — с 15 августа 1193 жена Филиппа II Августа (22 августа 1165—14 июля 1223), короля Франции с 1180 (брак аннулирован в 1193, но в 1200 признан действительным);
- Елена (ок. 1177 — 22.11.1233) — с 1202 жена Вильгельма I, герцога Брауншвейг-Люнебурга (1184—1213);
- Рикса (Рихеза) (ум. 1220) — с 1210 жена Эрика X Кнутссона (1180—10 апреля 1216), короля Швеции с 1208.

Помимо этого, у Вальдемара от некоей  Товы был незаконнорождённый сын:
- Кристофер (1150—1173) — герцог Шлезвига с 1167 года.